# Teylingen
Teylingen este o comună în provincia Olanda de Sud, Țările de Jos. 

## Localități componente
Sassenheim, Teijlingen, Voorhout, Warmond.